# Strutsvamp
Strutsvamp (Calathella eruciformis) är en svampart som först beskrevs av P. Micheli ex Batsch, och fick sitt nu gällande namn av D.A. Reid 1964. Enligt Catalogue of Life ingår Strutsvamp i släktet Calathella,  och familjen Marasmiaceae, men enligt Dyntaxa är tillhörigheten istället släktet Calathella,  och familjen Cyphellopsidaceae. Arten är reproducerande i Sverige. Inga underarter finns listade i Catalogue of Life.